# Sundtjärnen (Malå socken, Lappland)
Sundtjärnen är en sjö i Malå kommun i Lappland som ingår i Skellefteälvens huvudavrinningsområde. Sjön har en area på 0,134 kvadratkilometer och ligger 373,6 meter över havet.

## Delavrinningsområde
Sundtjärnen ingår i delavrinningsområde (723285-162620) som SMHI kallar för Utloppet av Släppträsket. Medelhöjden är 367 meter över havet och ytan är 33,19 kvadratkilometer. Det finns ett avrinningsområde uppströms, och räknas det in blir den ackumulerade arean 58,94 kvadratkilometer. Fårbäcken (Släppträskbäcken) som avvattnar avrinningsområdet har biflödesordning 3, vilket innebär att vattnet flödar genom totalt 3 vattendrag innan det når havet efter 161 kilometer. Avrinningsområdet består mestadels av skog (67 procent). Avrinningsområdet har 8,39 kvadratkilometer vattenytor vilket ger det en sjöprocent på 25,3 procent.

## Kulturlämningar
Vid Sundtjärnens norra sida har ett gammalt rengärde av timmer restaurerats. Det har använts inom skogssamisk renskötsel inom Malå sameby. I närheten finns också några härdar som tros vara lämningar efter ett viste.